# Up & Down (Don’t Fall in Love with Me)
Az Up & Down (Don’t Fall in Love with Me) című dal az olasz Billy More 2000. május 8-án megjelent első kislemeze. A dalt Roberto Gallo Salsotto, Roby Santini és Alessandro Viale írta, és az Universal kiadónál jelent meg. A dal nagy siker volt egész Európában és több ország slágerlistáira is felkerült.

## Megjelenések
12"  Olaszország TIME 199
- A1	Up & Down (Original Extended Mix)	5:02
- A2	Up & Down (Original Radio)	3:14
- B1	Up & Down (Power Mix)	5:09
- B2	Up & Down (Brite Bells Mix)	5:22

## Videóklip
A videóklipben az énekes mint királynő több ruhában is feltűnik néhány táncossal.

## Slágerlista
| Ország        | Helyezések |
| ------------- | ---------- |
| Ausztria      | 14         |
| Franciaország | 89         |
| Olaszország   | 5          |
| Svájc         | 84         |